# Academia Nacional de Ciencias Exactas, Físicas y Naturales

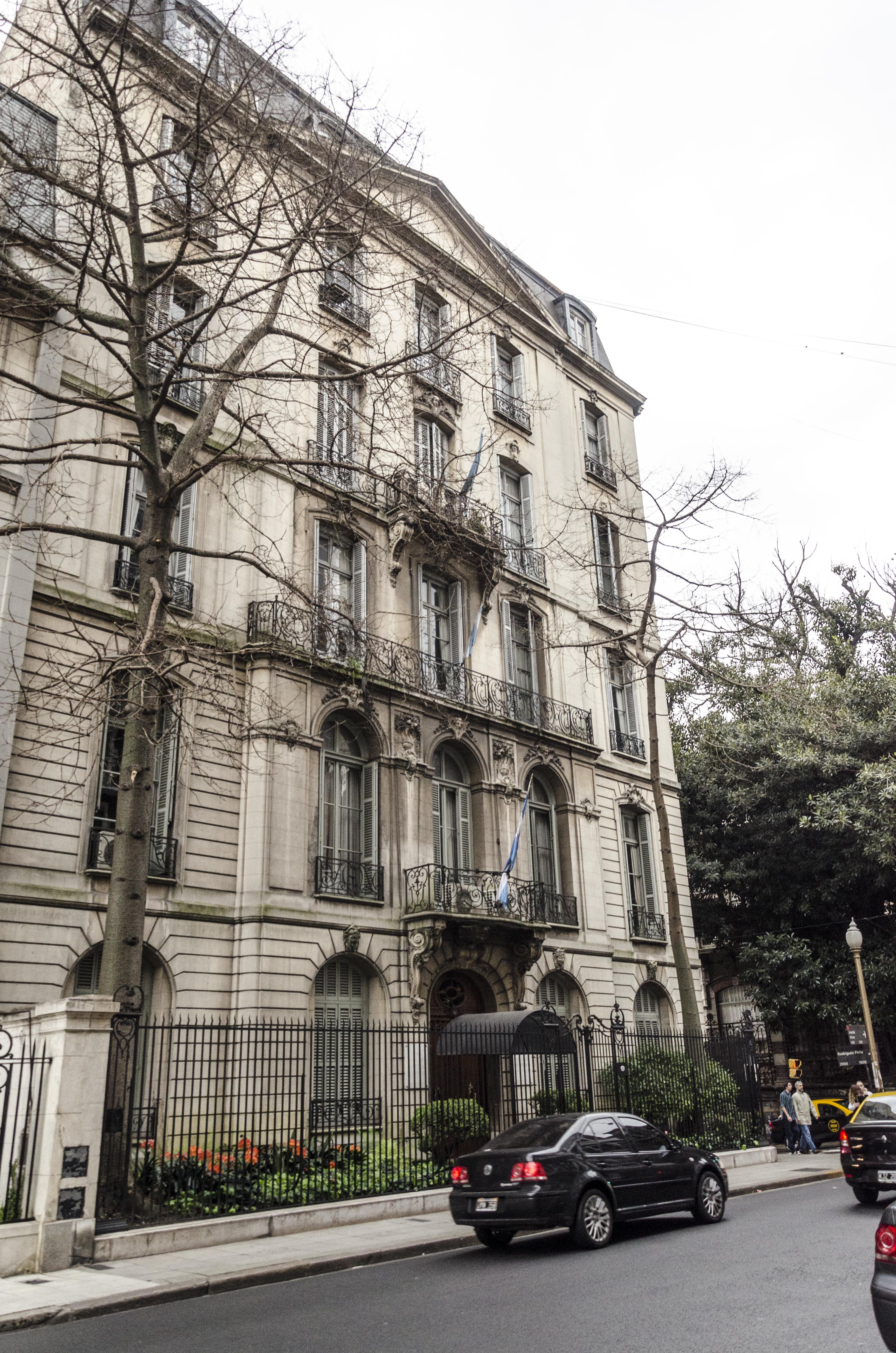
Frente de la Casa de las Academias Nacionales.

La Academia Nacional de Ciencias Exactas, Físicas y Naturales (ANCEFN) es una academia de ciencias pública argentina especializada en ciencias exactas, físicas y naturales. Según su estatuto, tiene como fin promover el desarrollo y la difusión de las ramas mencionadas de la ciencia y de sus aplicaciones tecnológicas, con el objeto de contribuir al progreso del país.
Fue creada como parte de la Universidad de Buenos Aires el 26 de marzo de 1874 y adquirió su autonomía el 16 de junio de 1926 por decreto del gobierno nacional.
Su sede se ubica en el barrio de Recoleta, en la ciudad de Buenos Aires, en el cuarto piso de la Casa de las Academias Nacionales, un edificio proyectado por Alejandro Bustillo en Alvear 1711 y declarado Monumento Histórico Nacional en 2002.